# Horka nad Moravou
Horka nad Moravou település Csehországban, a Olomouci járásban. Horka nad Moravou Olomouc, Křelov-Břuchotín, Štěpánov, Střeň, Příkazy és Skrbeň településekkel határos. Lakosainak száma 2685 fő (2024. január 1.).

## Népesség
A település lakosságának változását az alábbi diagram mutatja:
| Lakosok száma | 1196 | 1427 | 1494 | 1884 | 2132 | 2056 | 2448 | 2488 | 2577 | 2685 |
|               | 1869 | 1890 | 1921 | 1950 | 1980 | 2001 | 2017 | 2019 | 2022 | 2024 |